# Kordofan Północny
Kordofan Północny (arab. شمال كردفان = Szamal Kurdufan) – prowincja w środkowym Sudanie.
W jej skład wchodzi 7 dystryktów:
1. Saudiri
2. Dżibrat asz-Szajch
3. Szajkan
4. Bara
5. Umm Ruwaba
6. An-Nuhud
7. Ghabajsz